# Supriya Pathak
Supriya Pathak, née à Bombay (Inde) le 7 janvier 1961, est une actrice indienne.

## Biographie
Elle a été mariée à l'acteur Pankaj Kapur depuis 1986 avec qui elle a eu deux enfants. Elle a utilisé le patronyme de Supriya Pathak Kapur pour plusieurs films.

## Filmographie partielle

### Au cinéma
- 1981 : Kalyug : Subhadra
- 1982 : Vijeta : Anna Verghese
- 1982 : Bazaar : Shabnam
- 1982 : Bahu Ho To Aisi
- 1982 : Gandhi : Manu
- 1983 : Masoom : Bhavana
- 1983 : Bekaraar : Nisha
- 1984 : Aurat Ka Inteqam
- 1984 : Dharm Aur Qanoon : Reshma
- 1984 : Awaaz : Priya
- 1985 : Bahu Ki Awaaz : Madhu V. Srivastav
- 1985 : Arjun : Sudha Malvankar
- 1985 : Jhoothi : Seema
- 1986 : Uddhar
- 1986 : Dilwaala : Kamla
- 1987 : Yaatna
- 1987 : Mirch Masala : Pepper factory worker
- 1988 : Ek Aadmi
- 1988 : Shahenshah : Shahida
- 1988 : Falak (The Sky) : Champa
- 1988 : La Nuit Bengali : Gayatri
- 1989 : Kamla Ki Maut : Anju
- 1989 : Raakh : Nita
- 1989 : Agla Mausam
- 1989 : Daata : Suraiya Khan / Suraiya Rao
- 1990 : Shadyantra : Bilkees
- 1991 : Deewane
- 1994 : Kokh
- 1994 : Madhosh
- 2002 : Jackpot Do Karode : Sonu Datta
- 2005 : Bewafaa
- 2005 : Sarkar : Mrs. Pushpa Subhash Nagre
- 2007 : Panga Naa Lo
- 2007 : Dharm : Parvati Chaturvedi
- 2008 : Sarkar Raj : Pushpa
- 2009 : Delhi-6 : Vimla Sharma
- 2009 : Wake Up Sid : Sarita Mehta
- 2010 : Happi : Rukmani
- 2010 : Khichdi: The Movie : Hansa P. Parekh
- 2011 : Mausam : Fatimah Bua
- 2012 : Shanghai : Chief Minister Madamji
- 2013 : Goliyon Ki Rasleela Ram-Leela : Dhankor
- 2014 : Bobby Jasoos : Ammi
- 2014 : Tigers : la mère d'Ayan